# NSW Open 2023
Il NSW Open 2023 è stato un torneo maschile e femminile di tennis professionistico. Il torneo maschile faceva parte della categoria Challenger 75 nell'ambito dell'ATP Challenger Tour 2023 mentre il torneo femminile faceva parte dell'ITF Women's World Tennis Tour nella categoria W60. Entrambi si sono giocati al NSW Tennis Centre di Sydney, in Australia dal 30 ottobre al 5 novembre 2023.

## Torneo maschile

### Teste di serie
| Nazionalità   | Giocatore          | Ranking* | Testa di serie |
| ------------- | ------------------ | -------- | -------------- |
| Australia     | Thanasi Kokkinakis | 68       | 1              |
| Australia     | Rinky Hijikata     | 70       | 2              |
| Giappone      | Tarō Daniel        | 100      | 3              |
| Australia     | James Duckworth    | 125      | 4              |
| Giappone      | Shintaro Mochizuki | 131      | 5              |
| Australia     | Marc Polmans       | 160      | 6              |
| Corea del Sud | Hong Seong-chan    | 223      | 7              |
| Australia     | Tristan Schoolkate | 248      | 8              |

* Ranking al 23 ottobre 2023.

### Altri partecipanti
I seguenti giocatori hanno ricevuto una wild card per il tabellone principale:
- Jacob Bradshaw
- Blake Ellis
- Pavle Marinkov

Il seguente giocatore è entrato in tabellone come special exempt:
- Coleman Wong

I seguenti giocatori sono passati dalle qualificazioni:
- Ryan Seggerman
- Rubin Statham
- Ajeet Rai
- Matthew Dellavedova
- Nam Ji-sung
- Hiroki Moriya

## Torneo femminile

### Teste di serie
| Nazionalità   | Giocatrice        | Ranking* | Testa di serie |
| ------------- | ----------------- | -------- | -------------- |
| Corea del Sud | Jang Su-jeong     | 152      | 1              |
| Australia     | Astra Sharma      | 161      | 2              |
| Giappone      | Moyuka Uchijima   | 182      | 3              |
| Australia     | Priscilla Hon     | 202      | 4              |
| Australia     | Jaimee Fourlis    | 212      | 5              |
| Australia     | Destanee Aiava    | 218      | 6              |
| Cina          | Ma Yexin          | 220      | 7              |
| Thailandia    | Lanlana Tararudee | 233      | 8              |

* Ranking al 23 ottobre 2023.

### Altre partecipanti
Le seguenti giocatrici hanno ricevuto una wildcard per il tabellone principale:
- Gabriella Da Silva-Fick
- Maya Joint
- Alana Parnaby
- Ivana Popovic

La seguente giocatrice è entrata in tabellone come junior exempt:
- Lea Ma

Le seguenti giocatrici sono passate dalle qualificazioni:
- Shiho Akita
- Haruna Arakawa
- Michaela Bayerlová
- Yui Chikaraishi
- Mia Horvit
- Eri Hozumi
- Chihiro Muramatsu
- Hikaru Sato

## Campioni

### Singolare maschile
Tarō Daniel ha sconfitto in finale  Marc Polmans con il punteggio di 6–2, 6–4.

### Doppio maschile
Ryan Seggerman /  Patrik Trhac hanno sconfitto in finale  Ruben Gonzales /  Nam Ji-sung con il punteggio di 6–4, 6–4.

### Singolare femminile
Destanee Aiava ha sconfitto in finale  Astra Sharma con il punteggio di 6–3, 6–4.

### Doppio femminile
Destanee Aiava /  Maddison Inglis hanno sconfitto in finale  Kyōka Okamura /  Ayano Shimizu con il punteggio di 6–0, 6–0.